# يوزيف مورافيتز
يوزيف مورافيتز (بالرومانية: József Moravetz) (14 يناير 1911 - 16 فبراير 1990) لاعب كرة قدم روماني راحل كان يجيد اللعب في خط الوسط.
لعب طوال مسيرته الرياضية في أندية ر.ج.م.ت. تيميشوارا.
مثل منتخب رومانيا في 3 مباريات (1933-1934). شارك مع منتخب رومانيا في بطولة كأس العالم 1934 في إيطاليا حيث خرج من الدور الثمن النهائي.

## وصلات خارجية
- يوزيف مورافيتز على موقع ناشيونال فوتبول تيمز (الإنجليزية)
- يوزيف مورافيتز على موقع Soccerway.com (الإنجليزية)
- يوزيف مورافيتز على موقع عالم كرة القدم.نت (الإنجليزية)

- هذا سيرة ذاتية